# 푸드트럭

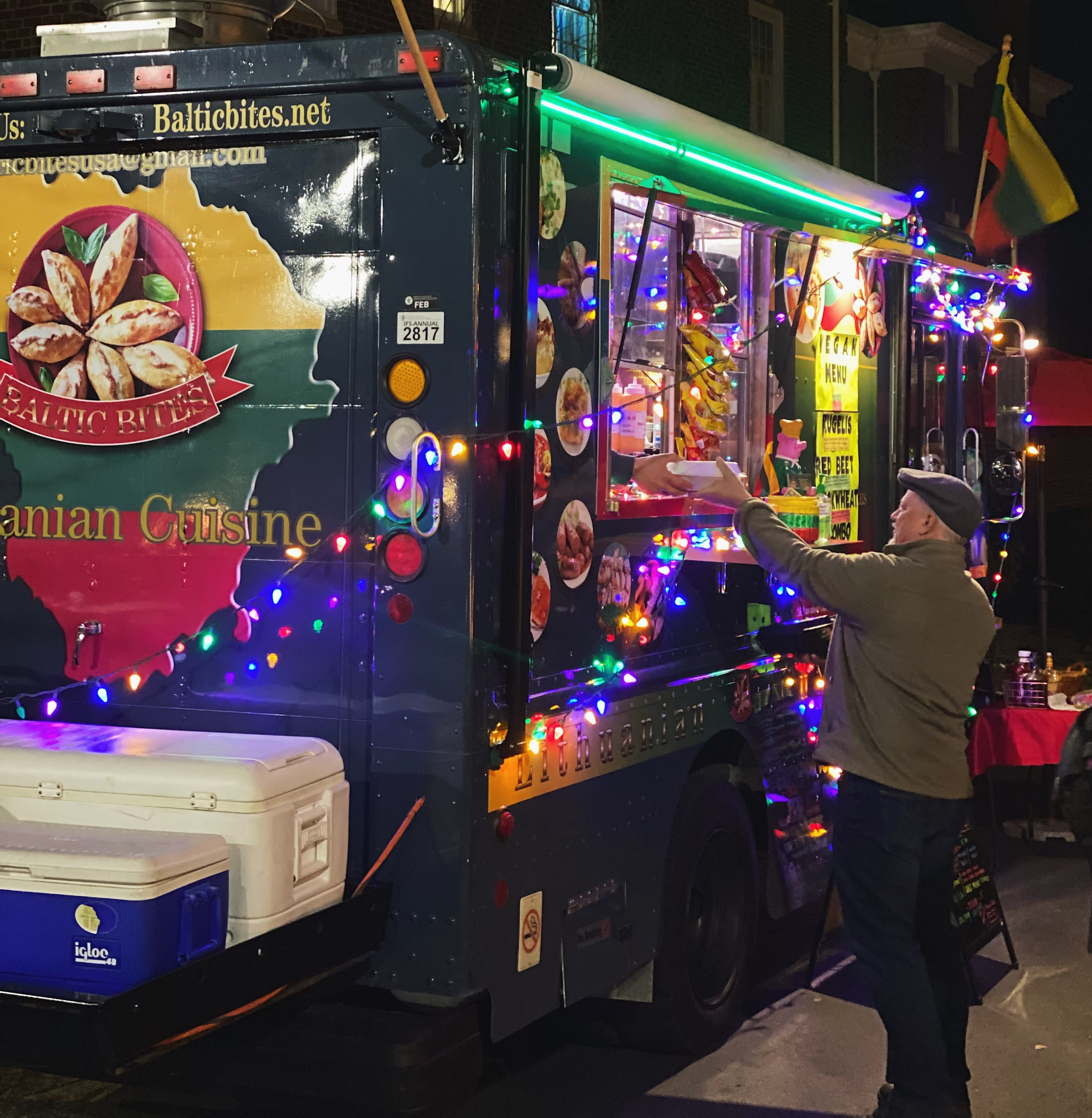
노스캐롤라이나주 캐리의 한 푸드 트럭이 리투아니아 요리를 제공하고 있다

푸드트럭(food truck)은 음식을 조리하고 판매 할 수 있는 대형 차량이다. 냉동되거나 미리 포장 된 음식을 판매하는 푸드 트럭도 있는 반면, 원재료만 가지고 직접 그 자리에서 조리하는 형태 등 다양한 형태의 푸드트럭이 있다. 샌드위치, 햄버거, 감자 튀김 등 다양한 음식을 판매하며, 최근 미식 요리를 제공하는 푸드 트럭과 다양한 전문 요리 및 세계의 요리를 즐길 수 있는 푸드트럭이 인기를 얻고 있다. 이러한 푸드트럭은 거리 식품 업계의 선두에 있으며 매일 약 25억 명의 사람들에게 서비스를 제공한다. 또한 푸드트럭은 상가를 임대하여 창업을 하는 것보다 임대료나 인건비가 저렴하다. 이 외에도 저렴한 원가와 자유롭게 판매 지역을 이동할 수 있기 때문에 20대 청년 창업가들에게 인기를 끌고 있다.

## 푸드트럭의 역사
미국의 텍사스의 취사마차가 미국 푸드트럭의 시작이다. 1800년대 후반에 남서부의 소를 북부와 동부의 시장에서 방목하면서 몇 달 동안 소를 길렀다. 텍사스 가축 목장주인 Charles는 1866년에 미국 육군의 화물마차에 내부 선반과 서랍이 달린 주방 용품, 식품 및 의약품을 보관했다. 또한 말린 콩, 커피, 옥수수 기름, 기름기가 많은 헝겊으로 덮은 베이컨, 소금 돼지 고기, 쇠고기, 일반적으로 말린 것 또는 소금에 절인 것 또는 훈제 한 것, 그리고 음식물을 보존하기 쉬운 것들도 보관했다. 수레에는 나무에 불을 붙이거나 음식을 조리하거나 데울 수 있는 물통과 슬링으로 채워져있었다.
현대식 식품 트럭의 또 다른 역사는 1872년 식료품 업체 월터 스콧 (Walter Scott)이 설계 한 점심용 화물마차이다. 스콧(Scott)은 작은 창고에서 창문을 자르고, 프로비던스로드 아일랜드(Providence Rhode Island)의 신문사 앞에서 주차시키고 신문 기자와 언론인들에게 샌드위치, 파이 그리고 커피를 판매했다. 1880년대에는 간이식당을 운영하던 Thomas H. Buckley가 매사추세츠주 우스터(Worcester)에 점심 마차를 제조했다. 그는 싱크대, 냉장고, 조리 스토브,  색색깔의 창과 장식들을 갖추고 있는 올빼미 백악관 카페처럼 다양한 모델을 소개했다.
가장 최근의 음식 트럭은 1950년대 후반에 만들어진 이동식 매점이다. 이 이동식 매점은 미 육군의 허가를 받아 주 내 군대 기지에서 운영되었다. "roach coaches” 또는 "gut trucks"으로 불리는 모바일 식품 트럭은 수년간 건설 현장, 공장 및 기타 사무직쪽에 위치해있었다. 미국의 대도시에서는 전통적으로 푸드 트럭이 이동중인 사람이 저렴한 비용으로 빠른 서비스를 받을 수 있는 수단을 제공했다. 푸드 트럭은 가격면에서뿐만 아니라 노스탤지어에서도 찾을 수 있다. 이러한 형태의 푸드트럭은 현재에도 많은 인기를 끌고있다.
최근 몇 년 동안, 푸드트럭의 부활은 불경기의 요인과 결합되어 촉진되었다. 경제 및 기술적 요소의 조합으로 인해 유행을 따르고, 세련된 미국의 푸드트럭의 수가 증가했다. 건설업이 쇠퇴하고 푸드트럭의 수요가 증가하면서 고급 레스토랑의 요리사가 해고되기 시작했다. 뉴욕과 LA와 같은 미국의 해안 대도시에서 더욱 흔하게 볼 수 있듯이 미식가들을 위한 푸드 트럭은 전국 어디에서나 볼 수 있게 되었다. 푸드 트럭은 결혼, 영화 촬영, 기업 모임과 같은 특별 행사에 고용되어 광고 회사 및 브랜드 광고를 수행하기도 한다.

## 나라별 푸드트럭

### 대한민국
대한민국에서 푸드트럭은 2014년 9월 박근혜 정부의 규제개혁 정책의 일환으로 합법화 됐다. 2015년 3월에는 전국에 3대가 등록이 돼있었으나, 2016년 4월에는 184대가 등록되면서 급성장했다. 하지만, 지방자치단체에 허가를 받아 지정된 장소에서만 영업을 해야하는 문제가 대두 됐다. 이에 식품의약안전처는 2016년 5월 식품위생법 시행규칙을 개정, 푸드트럭 영업자가 단기 지역축제 등 영업장소를 추가로 확대할 때 영업서류를 간소화하기로 결정했다.

### 멕시코
멕시코는 길거리에서 식품 판매를 규제하지 않기 때문에 최근 큰 성장을 이루고 있다. 푸드트럭 소유자들은 2013년에 업계 단체를 설립하고 지위를 확립하려고 노력하고 있다.

### 오스트레일리아
오스트레일리아는 전국적으로 푸드트럭이 이용되고 있으며, 미디어에서도 최근의 유행으로 거론되고 있다. 또한 전국의 푸드트럭을 나열하는 사이트도 등장하고 있다.

## 푸드트럭: TV프로그램

### ‘백종원의 푸드트럭'
‘백종원의 푸드트럭’은 한국 SBS에서 기존에 방영하던 ‘백종원의 3대 천왕’에서 제목을 바꿔 시작한 TV 프로그램으로, 예능 프로그램이자 창업 솔루션 프로그램이다. 이 프로그램은 소자본 외식 창업아이템인 푸드트럭을 소재로 한 프로그램으로, 사업가이자 푸드 컨설턴트의 역할을 하는 백종원이 자신의 외식 사업 경험을 토대로 장사의 비법을 알려주는 프로그램이다. 백종원은 이성적이고 냉철하게 프로그램을 진행하며 푸드트럭 창업 참가자들에게 적절한 노하우를 전수한다. 프로그램 진행 방식이 미국에서 방영한 유명 요리 프로그램 ‘키친 나이트메어(Kitchen Nightmares)’와 유사하다는 평을 받아 ‘한국판 키친 나이트메어’라고 불리기도 한다.

### ‘키친 나이트메어(Kitchen Nightmares)’
‘키친 나이트메어’는 2007년부터 2014년까지 미국 FOX에서 방영하던 레스토랑 구제 리얼리티 쇼 프로그램이다. 이 프로그램은 세계적인 요리연구가 고든 램지(Gordon Ramsay)가 기획과 진행을 모두 담당한다. 고든 램지는 프로그램 시청자로부터 솔루션이 필요한 식당의 제보를 받고 문제점을 진단하여 개선을 위한 도움을 준다. 솔루션 과정에서 고든 램지는 직설적인 욕설로 음식을 평가하는데, 이러한 어투 속에서 고든 램지의 철저한 요리 철학이나 진실성이 담겨있다는 프로그램 시청자의 의견이 많다.
|        | '백종원의 푸드트럭'   | '키친 나이트메어'            |
| ------ | --------------------- | ---------------------------- |
| 방송사 | 한국 SBS              | 미국 FOX                     |
| 진행자 | 백종원(요식업 사업가) | 고든 램지(레스토랑 오너셰프) |
| 소 재  | 푸드트럭              | 고급 레스토랑                |
| 참가자 | 대부분 비전문가       | 전문가                       |

## 같이 보기
- 야타이